# Ренселер (Њујорк)
Ренселер (енгл. Rensselaer) град је у америчкој савезној држави Њујорк. По попису становништва из 2010. у њему је живело 9.392 становника.

## Демографија
Према попису становништва из 2010. у граду је живело 9.392 становника, што је 1.631 (21,0%) становника више него 2000. године.
| Група             | 2000.         | 2010.         |
| Белци             | 6.821 (87,9%) | 7.316 (77,9%) |
| Афроамериканци    | 548 (7,1%)    | 750 (8,0%)    |
| Азијати           | 85 (1,1%)     | 576 (6,1%)    |
| Хиспаноамериканци | 165 (2,1%)    | 448 (4,8%)    |
| Укупно            | 7.761         | 9.392         |